# Barbora Průdková
Barbora Průdková, née le 1er février 1996 à Ostrava, est une cycliste tchèque qui pratique le cross-country VTT, le cyclo-cross et le cyclisme sur route.

## Biographie
Lors des épreuves de cyclisme aux Jeux olympiques de la jeunesse de 2014, elle gagne l'or sur le relais par équipes mixte et l'argent sur la compétition féminine par équipes.

## Palmarès en VTT

### Championnats du monde
- Lillehammer-Hafjell 2014
  - 5e du cross-country juniors
- Nové Město 2016
  - 5e du cross-country eliminator
- Cairns 2017
  - 4e du cross-country espoirs
- Waregem 2019
  - 4e du cross-country eliminator

### Championnats d'Europe
- Chies d'Alpago 2015
  -  Médaillée de bronze du relais mixte
- Huskvarna 2016
  - 9e du cross-country espoirs
  - 6e du  cross-country eliminator
- Darfo Boario Terme 2017
  -  Médaillée d'argent du cross-country eliminator
- Graz-Stattegg 2018
  -  Médaillée de bronze du cross-country eliminator
- Brno 2019
  - 4e du cross-country eliminator

### Championnats nationaux
- 2015
  - 2e du cross-country marathon
- 2021
  -  Championne de République tchèque de descente

## Palmarès sur route
- 2015
  - 3e du championnat de République tchèque sur route
- 2016
  - 2e du championnat de République tchèque sur route